# Paulo César da Silva Martins
Paulo César da Silva Martins (San Paolo, 20 novembre 1991) è un ex calciatore brasiliano naturalizzato est-timorese, di ruolo difensore.

## Statistiche

### Cronologia presenze e reti in nazionale
| Cronologia completa delle presenze e delle reti in nazionale ― Timor Est | Cronologia completa delle presenze e delle reti in nazionale ― Timor Est | Cronologia completa delle presenze e delle reti in nazionale ― Timor Est | Cronologia completa delle presenze e delle reti in nazionale ― Timor Est | Cronologia completa delle presenze e delle reti in nazionale ― Timor Est | Cronologia completa delle presenze e delle reti in nazionale ― Timor Est | Cronologia completa delle presenze e delle reti in nazionale ― Timor Est | Cronologia completa delle presenze e delle reti in nazionale ― Timor Est |
| Data                                                                     | Città                                                                    | In casa                                                                  | Risultato                                                                | Ospiti                                                                   | Competizione                                                             | Reti                                                                     | Note                                                                     |
| ------------------------------------------------------------------------ | ------------------------------------------------------------------------ | ------------------------------------------------------------------------ | ------------------------------------------------------------------------ | ------------------------------------------------------------------------ | ------------------------------------------------------------------------ | ------------------------------------------------------------------------ | ------------------------------------------------------------------------ |
| 11-6-2015                                                                | Kuala Lumpur                                                             | Malaysia                                                                 | 1 – 1                                                                    | Timor Est                                                                | Qual. Mondiali 2018                                                      | -                                                                        | 68’                                                                      |
| 16-6-2015                                                                | Shah Alam                                                                | Timor Est                                                                | 0 – 1                                                                    | Emirati Arabi Uniti                                                      | Qual. Mondiali 2018                                                      | -                                                                        | 93’                                                                      |
| Totale                                                                   |                                                                          | Presenze                                                                 | 7                                                                        |                                                                          | Reti                                                                     | 0                                                                        |                                                                          |